# وزغة

## الوزغة
الوزغة حيوان زاحف. ينتشر في المناطق الحارة وشبه الصحراوية يمكن أن يصل طوله 30 سنتمترا مع احتساب الذيل.
يتكون جسم الوزغة من أربعة أجزاءالرأس: له شكل مثلث ومسطح يتقدمه فم بداخله أسنان دقيقة ومتشابهة مع لسان طويل نسبيا ومفلوق
توجد على كل جانب من الرأس عين بثلاثة جفون جفن علوي وآخر سفلي أما الثالث فيتحرك من الزاوية الداخلية للعين إلى الزاوية الخارجية منها حتى يحمي العين من الإضاءة الشديدة كما توجد خلف كل عين فتحة سمعية. العنق قصير ويحمل حراشف صغيرة ومفلطحة الجدع مسطح والظهر مغطى ببعض الحراشف
التي تحميه من أشعة الشمس الحارقة كما يضم الجدع أربعة اطراف ينتهي كل واحد بخمسة أصابع ينتهي كل واحد منهابمخلب.

## الذيل
يعتبر ذيل الوزغة طويل لدرجة انه يقترب من طول الجسم كله ويستخدم في مجموعة من الأغراض يستطيع الحيوان فصله عن جسمه كسائر العظايات عندما تتم مداهمته أو عند مهاجمته من طرف حيوان ما لينمو له ذيل فيما بعد.
تتحرك الوزغة بسرعة وبصمت وتلتوي يمينا ويسارا نظرا لاتصال أطرافها بالضلوع كما أن أطرافها المزودة بمخالب تمكنها من تسلق الصخور والأشجار وحتى الجدران.

## أنثى الوزغة
تضع أنثى الحيوان بيضا يراوح عدده مابين 9 إلى 14 بيضة وتبقيه معرضا لأشعة الشمس في مكان دافئ داخل حفر أو أسفل صخور وهي تحاول جعله مخبأ قدر الإمكان من الحيوانات آكلة البيض مما يساعده على الانفقاس بعد مرور تلاث إلى أربعة أيام على وقت التبيض
.

## معرض صور

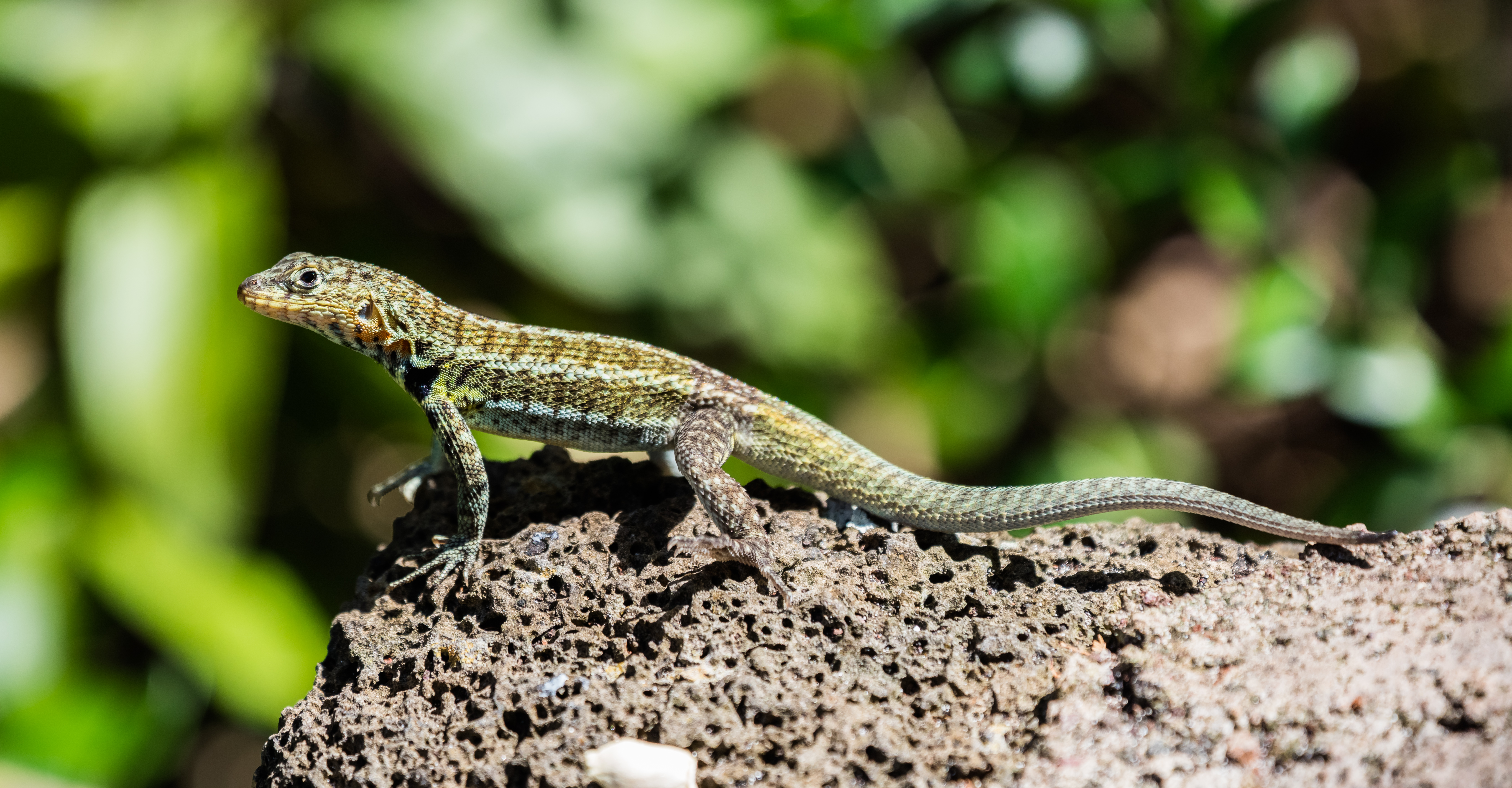
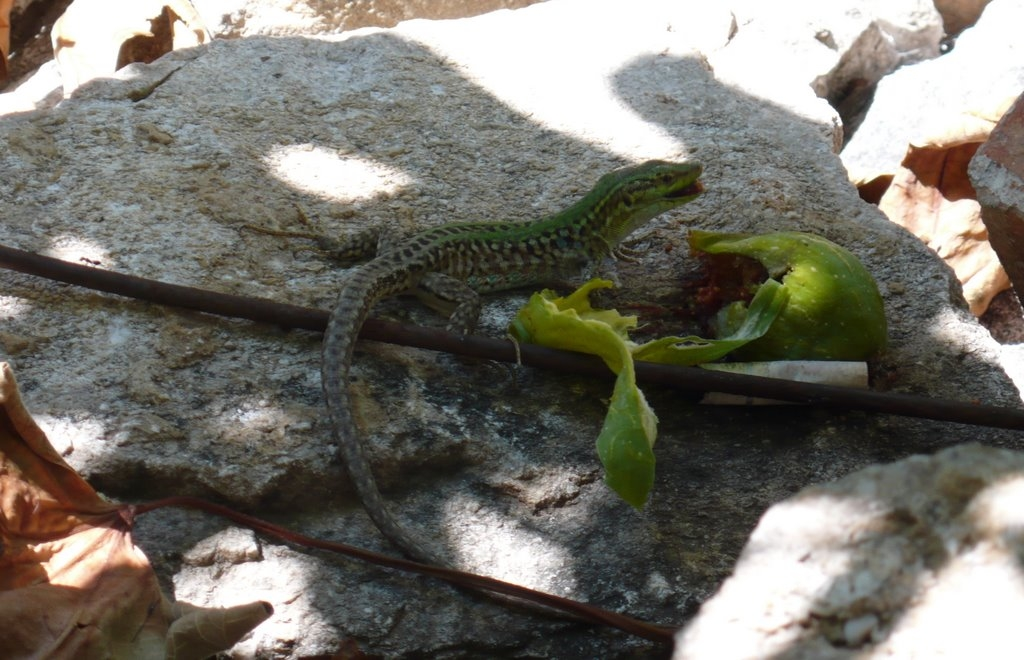
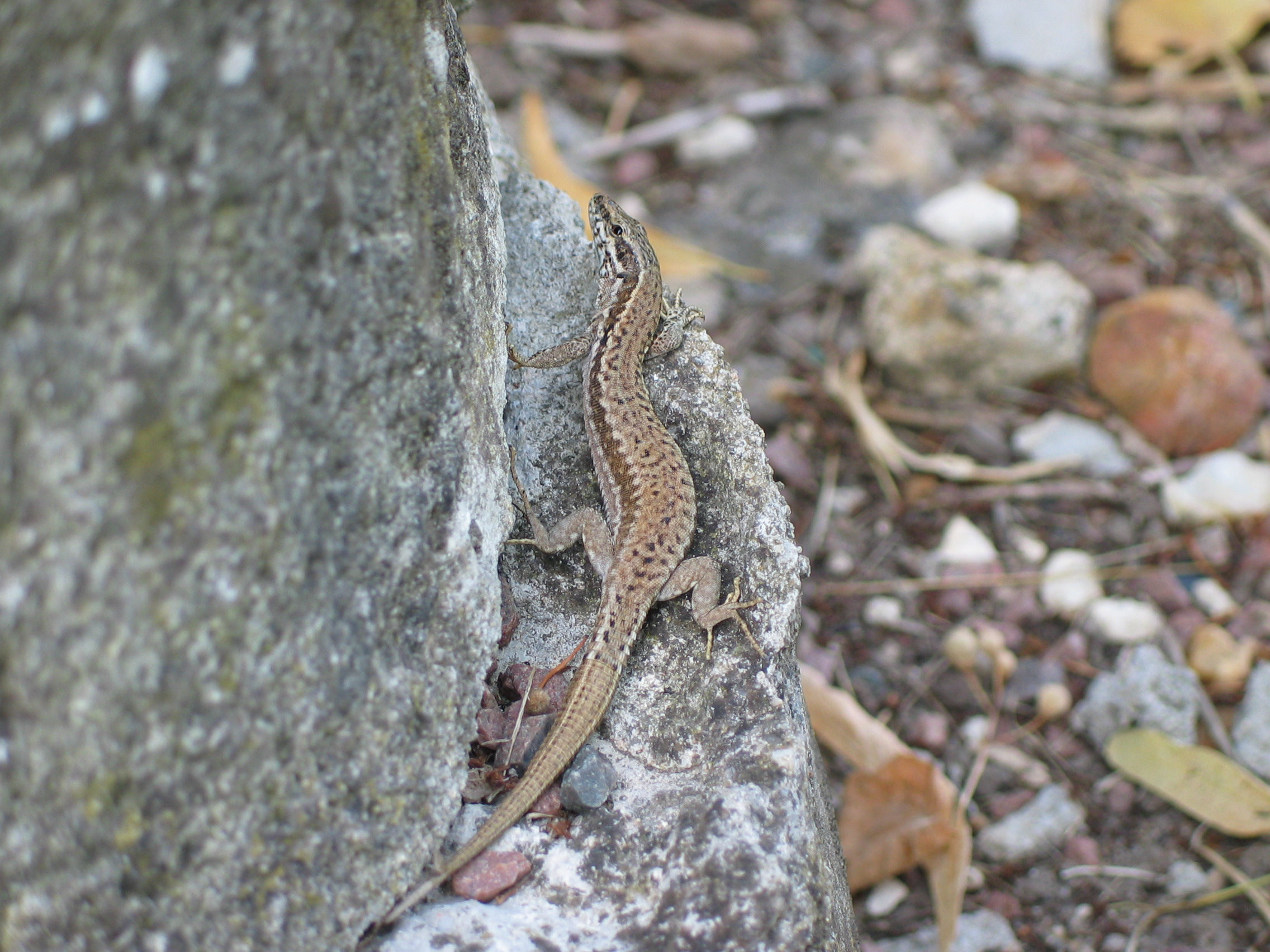
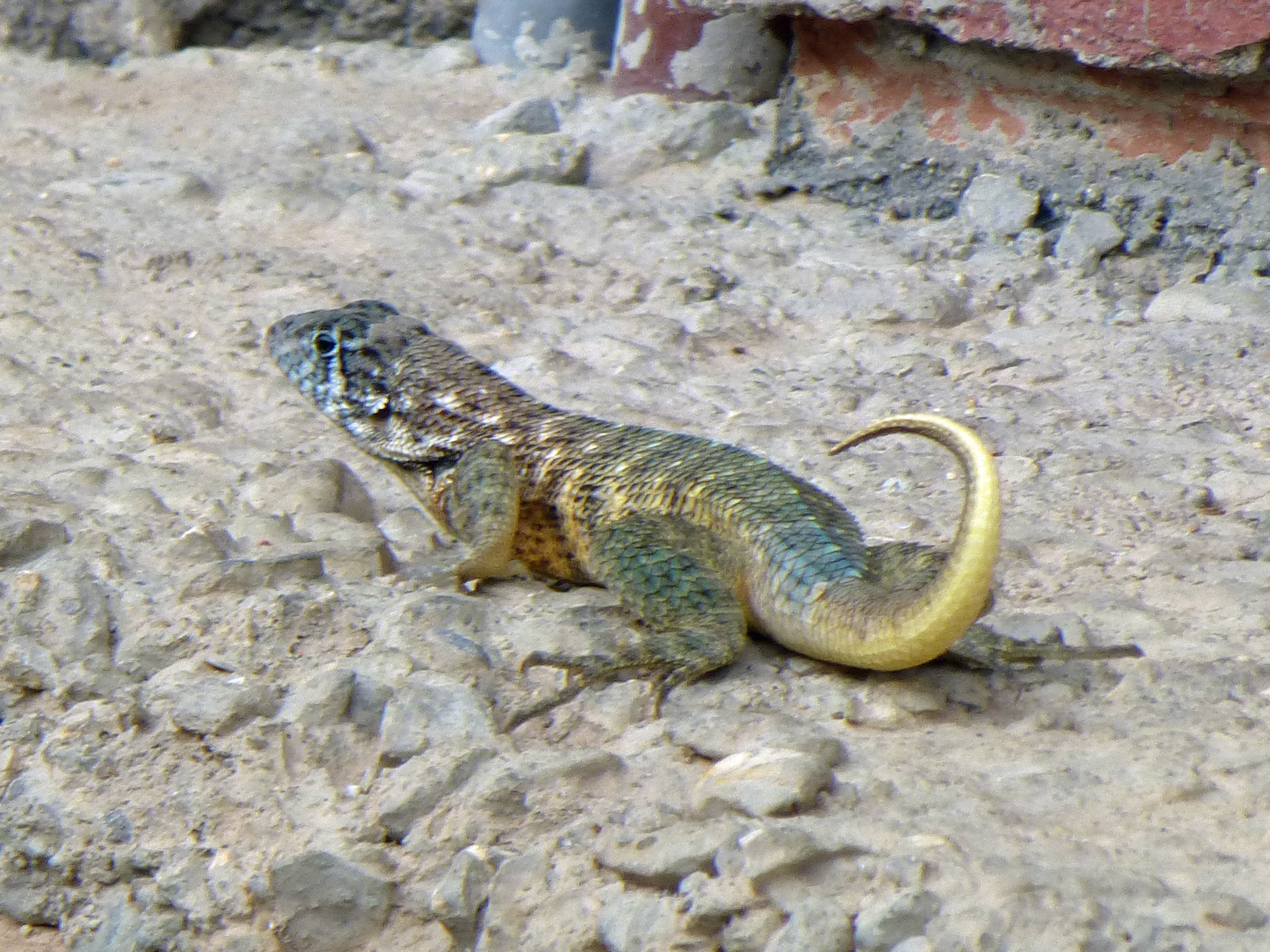